# Stephen Rounds
Stephen "Steve" Rounds est un directeur de la photographie américain né le 8 juin 1881 et mort le 11 septembre 1924 en Californie.

## Filmographie
- 1915 : Business is Business de Otis Turner
- 1915 : The Frame-Up de Otis Turner
- 1916 : The Right to Be Happy de Rupert Julian
- 1916 : The Evil Women Do de Rupert Julian
- 1916 : The Bugler of Algiers de Rupert Julian
- 1916 : Bettina Loved a Soldier de Rupert Julian
- 1917 : The Little Pirate (en) d'Elsie Jane Wilson
- 1917 : The Cricket de Elsie Jane Wilson
- 1917 : A Kentucky Cinderella de Rupert Julian
- 1917 : The Mysterious Mr. Tiller (en) de Rupert Julian
- 1917 : My Little Boy de Elsie Jane Wilson
- 1917 : The Gift Girl de Rupert Julian
- 1918 : The Silent Rider de Cliff Smith
- 1918 : Cactus Crandall de Cliff Smith
- 1918 : Wolves of the Border de Cliff Smith
- 1918 : Untamed de Cliff Smith
- 1918 : The Fly God de Cliff Smith
- 1918 : By Proxy de Cliff Smith
- 1918 : Paying His Debt de Cliff Smith
- 1918 : The Pretender de Cliff Smith
- 1918 : The Boss of the Lazy Y de Cliff Smith
- 1918 : Keith of the Border de Cliff Smith
- 1918 : Faith Endurin' de Cliff Smith
- 1918 : The Red-Haired Cupid de Cliff Smith
- 1918 : Hands Down de Rupert Julian
- 1919 : The Day She Paid de Rex Ingram
- 1919 : The She Wolf de Cliff Smith
- 1920 : So Long Letty de Al Christie
- 1920 : Scratch My Back de Sidney Olcott